# Circonstance aggravante
En droit pénal, une circonstance aggravante permet au juge d'alourdir, suivant son appréciation des faits, la peine légalement encourue par le prévenu ou l'accusé d'un crime ou délit.
Cette notion se situe à l'opposé de la circonstance atténuante.

## Histoire
Le droit romain envisage la circonstance aggravante, laissant au juge le soin de la caractériser pour moduler la sanction. La formule Sed haec quatuor genera consideranda sunt septem modis : causa, persona, loco, tempore, qualitate, quantitate, eventu liste les 7 éléments pouvant être pris en compte par le juge : la cause, la personne, le lieu, le temps, la qualité, la quantité et l'évènement.

## En droit pénal canadien
En droit canadien, les circonstances aggravantes peuvent être énoncées dans le Code criminel. Par exemple, l'article 269.01 C.cr. énonce que  les voies de fait contre un conducteur de véhicule de transport en commun constituent une circonstance aggravante par rapport à l'infraction de menace de mort de l'art. 264.1 (1)a) C.cr. et de l'infraction de voie de fait des articles 266 à 269 C.cr. La common law peut également établir des circonstances aggravantes. Ainsi, dans l'arrêt R. c. Cadotte, le tribunal établit sommairement la liste des facteurs aggravants et la liste des facteurs atténuants dans une affaire de quasi-meurtre, où un mari qui agissait comme aidant naturel a étouffé sa femme avec un oreiller pendant quinze minutes car elle souffrait de la maladie d'Alzheimer.
Les circonstances aggravantes et atténuantes figurent parmi les principes de détermination de la peine de l'art. 718.2 C.cr. Cette disposition contient une énumération générale de circonstances aggravantes, dont le fait que l’infraction est motivée par des préjugés ou de la haine, que l’infraction perpétrée par le délinquant constitue un mauvais traitement soit de son partenaire intime, que l’infraction perpétrée par le délinquant constitue un mauvais traitement à l’égard d’une personne âgée de moins de dix-huit ans, que l’infraction perpétrée par le délinquant constitue un abus de la confiance de la victime ou un abus d’autorité à son égard,  que l’infraction a eu un effet important sur la victime en raison de son âge et de tout autre élément de sa situation personnelle, notamment sa santé et sa situation financière, que l’infraction a été commise au profit ou sous la direction d’une organisation criminelle, ou en association avec elle, que l’infraction perpétrée par le délinquant est une infraction de terrorisme, que l’infraction a été perpétrée alors que le délinquant faisait l’objet d’une ordonnance de sursis rendue au titre de l’article 742.1 C.cr..

## En droit pénal français
Le droit pénal français ne donne pas de définition de la circonstance aggravante.  
Les circonstances aggravantes peuvent être judiciaires ou légales :  
- Les circonstances aggravantes sont dites judiciaires quand le juge en tient compte dans l'individualisation de la peine selon l'article 132-1 du Code pénal disposant que « la juridiction détermine la nature, le quantum et le régime des peines prononcées en fonction des circonstances de l'infraction »[3].
- Les circonstances aggravantes sont dites légales quand elles modifient la peine pouvant être prononcée par le juge. En pareille hypothèse, les circonstances aggravantes sont soit générales, soit spéciales.

### Circonstance aggravante générale
La circonstance aggravante générale implique une aggravation de la peine encourue alors qu'aucun texte ne prévoit spécifiquement cette aggravation pour l'infraction commise. Voici 3 exemples de circonstances aggravantes générales : 
- La récidive, selon l'article 132-8 du Code pénal, est une circonstance aggravante générale qui permet de prononcer une sanction plus lourde, jusqu'au doublement de la peine[4].
- L'utilisation d'un moyen de cryptologie, selon l'article 132-79 du Code pénal, est également une circonstance aggravante[5].
- Le caractère raciste[6] ou sexuel[7] d'un crime ou d'un délit est une circonstance aggravante générale.

### Circonstance aggravante spéciale
La circonstance aggravante spéciale est celle qui est expressément prévue par le législateur. Voici quelques exemples de circonstances aggravantes spéciales :  
- La « bande organisée » est une circonstance aggravante spéciale énoncée à l'article 132-71 du Code pénal qui dispose qu'il s'agit de « tout groupement formé ou toute entente établie en vue de la préparation, caractérisée par un ou plusieurs faits matériels, d'une ou de plusieurs infractions ». Elle n'est pas un crime ou un délit en soi, mais contribue à aggraver l'infraction à laquelle elle se rattache à cause de sa préparation.
- Les agressions sexuelles peuvent comporter des circonstances aggravantes spéciales (article 222-28 du Code pénal), notamment le viol et les atteintes sexuelles sur mineur :
  - Les circonstances aggravantes de l'infraction de viol sont exposées à l'article 222 tirets 24, 25 et 26 du Code pénal.
  - Celles qui concernent les atteintes sexuelles sur mineur sont précisées à l'article 227-26 du Code pénal.

- Dans le cas d'un dol aggravé, une préméditation antérieure à la commission de l'infraction (article 132-72 du Code pénal de 1994) constitue une circonstance aggravante spéciale. Par exemple, la préméditation conduit à la requalification pénale du meurtre en assassinat (article 221-3, alinéa premier).
- Le guet-apens est une circonstance aggravante spéciale, créée par la loi du 5 mars 2007 sur la prévention de la délinquance. Par exemple, cette circonstance agravante spéciale est prévue s'agissant du meurtre à l'article article 221-3 du Code pénal.
- Si la victime est considérée comme une personne vulnérable, la notion de circonstance aggravante peut intervenir dans l'appréciation du délit à son encontre. Par exemple, l'abus de confiance, aux termes de l'article 314-2 alinéa 4 du Code pénal, comporte une circonstance aggravante relative à la vulnérabilité de la personne[9].